# S/2019 S 6
S/2019 S 6 — природний супутник Сатурна. Відкритий Едвардом Ештоном та Бреттом Гледменом 8 травня 2023 року після спостережень, проведених у період з 3 липня 2019 року по 8 липня 2021 року.
Діаметр S/2019 S 6 — близько 4 км, велика піввісь — 20 048 600 км, орбітальний період — 1066,40 земної доби, обертається навколо Сатурна з прямим напрямком під нахилом 41,3° до площини екліптики, ексцентриситет орбіти — 0,259. S/2019 S 6 може бути або частиною інуїтської групи та фрагментом Сіарнака, або належати до галльської групи, але віддаленим прогресивним супутником, таким як S/2006 S 12 і S/2004 S 24.